# Моника Пуиг
Моника Пуиг (енгл. Mónica Puig; рођена 27. септембра 1993) порториканска је професионална тенисерка. Освојила је једну ВТА титулу, укључујући и златну медаљу на Олимпијским играма 2016. у Рију у појединачној конкуренцији.

## Каријера
Рођена је 27. септембра 1993. у Сан Хуану. Отац Хосе је кубанског порекла, а мајка Астрид је Порториканка. Деда и баба са очеве стране су Каталонци. Има брата по имену Рикардо Пуиг.
Пуиг је почела да тренира тенис са шест година, а омиљена подлога јој је бетон. У каријери је освојила 6 ИТФ титула. Године 2010. је освојила златну медаљу на играма Централне Америке и Кариба у појединачној конкуренцији. Четири године касније, поновила је исти резултат на играма одржаним у Мексику.
На Отвореном првенству Француске 2013. године, била је по први пут у главном жребу неког гренд слем турнира. Одмах је стигла до трећег кола. Још бољи пласман је остварила на Вимблдону где је поражена у осмини финала од Американке Слоун Стивенс.
У мају 2014. године освојила је турнир у Стразбуру, победом над Силвијом Солер Еспиносом, што је до сада њена једина ВТА титула.
Дана 13. августа 2016, Пуиг је освојила злато у појединачној конкуренцији на Олимпијским играма у Рио де Жанеиру. Победила је у финалу Анџелику Кербер из Немачке са 2:1 и донела је Порторику прву златну олимпијску медаљу у историји.
Наступа за Фед куп тим Порторика.

## ВТА финала

### Појединачно 2 (1—1)
Победе
| Бр. | Датум         | Турнир              | Подлога | Противница у финалу    | Резултат     |
| 1.  | 24. мај 2014. | Стразбур, Француска | Тврда   | Силвија Солер Еспиноса | 6 : 4, 6 : 3 |

Порази
| Бр. | Датум            | Турнир             | Подлога | Противница у финалу | Резултат     |
| 1.  | 15. јануар 2016. | Сиднеј, Аустралија | Тврда   | Светлана Кузњецова  | 0 : 6, 2 : 6 |

## Учешће на гренд слем турнирима
| Гренд слем                    |     |     |     |     |        |       |
| Отворено првенство Аустралије | КВ  | 2К  | 2К  | 3К  | 0 / 3  | 4–3   |
| Ролан Гарос                   | 3К  | 1К  | 1К  | 3К  | 0 / 4  | 4—4   |
| Вимблдон                      | 4К  | 1К  | 1К  | 1К  | 0 / 4  | 3—4   |
| Отворено првенство САД        | 1К  | 2К  | 1К  | 1К  | 0 / 4  | 1—4   |
| Поб/Пор                       | 5–3 | 2–4 | 1–4 | 4–4 | 0 / 15 | 12—15 |

## Медаље на Олимпијским играма
| Медаља | Датум            | Турнир                       | Подлога | Противница     | Резултат            |
| Златна | 13. август 2016. | Олимпијске игре, Рио, Бразил | Тврда   | Анџелик Кербер | 6 : 4, 4 : 6, 6 : 1 |